# Batteria di Monte Abelliotto
La Batteria in caverna di Monte Abelliotto o 602ª Batteria Sempre Pronta rientra nel I Settore di Copertura Bassa Roja del sistema difensivo del Vallo Alpino occidentale, ed è ubicata sulla vetta di monte Abelliotto, sovrastante il piccolo abitato di Rocchetta Nervina sullo spartiacque tra il torrente Roia e il torrente Argentina, nella provincia di Imperia. Questa batteria venne costruita tra il 1931 e il 1934 e completata interamente circa tre anni dopo, con lo scopo di interdire e proteggere parte della bassa valle Roia da eventuali avanzate di truppe francesi in territorio italiano.

## Storia
La batteria faceva parte del I Sistema difensivo, e venne approntata nel 1931 a seguito delle direttive dello stato maggiore del Regio Esercito che stabilivano la creazione del Vallo Alpino, quando iniziarono le operazioni di scavo e i rivestimenti in cemento armato dei cunicoli. La tipologia delle opere e la loro disposizione erano stabilite dalle varie circolari emanate dallo Stato Maggiore dell'esercito a testimonianza della continua evoluzione delle opere del Vallo, e anche per la batteria di monte Abelliotto, la realizzazione seguì uno schema consolidato.
L'opera non ebbe mai occasione di intervenire nel breve conflitto che vide contrapposte l'Italia e la Francia nel giugno 1940, in quanto il conflitto si è svolto interamente in territorio francese, in quanto le azioni offensive furono portate solo da parte delle truppe italiane, e perché la batteria fu approntata per un utilizzo difensivo a protezione del territorio nazionale.
Oggi gran parte della struttura è accessibile, seppur in modo disagevole, da una delle due entrate, in quanto la distruzione ha riguardato solo le strutture esterne e non i cunicoli; distruzione avvenuta in seguito al trattato di pace di Parigi in cui l'Italia si impegnava a rendere inutilizzabili le postazioni fortificate entro dieci chilometri con il confine francese. Il mancato funzionamento di uno o più detonatori o l'insufficienza di esplosivo ha però lasciato intatta la prima postazione della batteria di monte Abelliotto, che è tuttora visitabile.

## Struttura e armamento
Dopo lo scavo dei cunicoli, effettuato con mine, martelli pneumatici e in alcune limitatissime parti, manualmente, furono gettati i piedritti in calcestruzzo (ovvero muri verticali) dallo spessore variabile di 30 - 50 cm., quindi si creò una volta spessa 50 cm. Lo spazio rimasto libero tra muratura e roccia fu poi riempito con pietre pressate per favorire lo scolo dell'acqua; mentre tra la volta e il riempimento in materiale lapideo fu posato uno strato in lamiera zincata, per impedire allo stillicidio di danneggiare le strutture e di penetrare all'interno. Successivamente fu creato il pavimento in cemento, con ai lati delle canaline di scolo delle acque piovane ma anche per lo scolo delle acque nere, mentre le tubature per l'acqua potabile e il ricambio dell'aria furono posizionate ai lati delle volte e posizionate con l'installazione degli impianti.
Gli ingressi della batteria si aprono sul versante est, in posizione defilata, mentre le casematte furono posizionate sul pendio sud, a protezione della val Roia ma comunque ben riparate dal tiro nemico, ed armate con quattro cannoni da 75/27 mod. 1906 con azione di fuoco sud/sud-est a copertura della Posizione di Resistenza e in parte a controllo della Strada statale 20 del Colle di Tenda e di Valle Roja. I cannoni in questione erano in caverna, all'interno di casematte scavate nella roccia, dopo che questi furono smontati dal loro affusto ruotato, e piazzati con congegni di elevazione e direzione su un carrello Decàuville scorrevole su un tratto binato semicircolare inserito all'interno della postazione in casamatta.
Queste casematte erano protette da ben 3 metri di spessore in calcestruzzo, e utilizzavano generalmente granate o shrapnel, particolarmente efficaci contro la fanteria con gittata massima di 10 chilometri.
All'interno dell'opera si trova un complesso sistema di cunicoli e diversi locali logistici, tra cui la camerata per la truppa, in grado di contenere circa novanta uomini per il presidio, posti di comando, depositi per munizioni, viveri e acqua, locali per la ventilazione e gruppo elettrogeno, riservette per i pezzi e locali antigas. L'opera in pratica era autosufficiente, almeno per un certo periodo, in grado di essere funzionante anche se isolata, in quanto i depositi di acqua potabile garantivano una certa autonomia, vi erano munizioni per tre giornate di fuoco e circa quattromila litri di benzina di riserva che garantivano il funzionamento dei gruppo elettrogeni per alcuni giorni.
In tempo di pace, il presidio si avvicendava con le truppe presenti nelle casermette poste poco sotto il crinale, in genere ogni 5-6 giorni, rimanendo comunque prossimi alle posizioni avanzate in caso di necessità.

## Come arrivare
Per raggiungere la batteria di Monte Abelliotto è necessario, dopo aver percorso la strada provinciale 64 in direzione Isolabona, ma poco dopo l'abitato di Dolceacqua si svolta a sinistra verso Rocchetta Nervina da dove parte il sentiero per raggiungere monte Abelliotto.